# Musée Saint-Raymond
Pour les articles homonymes, voir Saint-Raymond.
Le musée Saint-Raymond, musée d'Archéologie de Toulouse, ou plus simplement musée Saint-Raymond, anciennement musée des Antiques, est le musée archéologique de Toulouse ouvert en 1892. Il est installé dans les murs de l'ancien collège universitaire Saint-Raymond datant du XVIe siècle qui voisine avec la basilique Saint-Sernin. Il conserve et présente des collections archéologiques de la protohistoire au haut Moyen Âge, essentiellement des périodes Celtes, romaine et paléochrétienne.

## Histoire du bâtiment
À l'origine se trouvait à cet emplacement une nécropole chrétienne remontant au IVe siècle qui s'étendait de part et d'autre de la voie romaine autour de la tombe de Saturnin, premier évêque de Toulouse, à proximité de la basilique Saint-Sernin.
Dans les années 1075-1080, à la place du bâtiment actuel, un hôpital réservé aux pauvres et aux pèlerins faisant le chemin de Saint-Jacques de Compostelle par la via Tolosane est fondé par Raymond Gayrard et financé par les comtes de Toulouse. À son décès, autour de 1120, Raymond Gayrard est inhumé dans la chapelle Saint-Jean attenante à l'hôpital qui prit le nom de chapelle Saint-Raymond en 1122.
Sur décision de l'abbé de Saint-Sernin, le lieu devient au XIIIe siècle, au moment où est créée l'Université, le collège Saint-Raymond, réservé aux étudiants pauvres de l'université de Toulouse. Il conservera cette fonction jusqu'à la Révolution française.
À la suite d'un violent incendie à la fin du XIIIe siècle, Martin de Saint-André, évêque de Carcassonne, le fait reconstruire au même emplacement. Le bâtiment actuel, daté de 1523, est l'œuvre du maçon Louis Privat, qui réalisera quelques années plus tard l'hôtel de Jean de Bernuy. Il a été financé en partie par Martin de Saint-André, prieur du collège, et son père, Pierre de Saint-André. Au rez-de chaussée, le tinel, qui comportait une grande cheminée, servait de salle de réception et de réfectoire, et l'étage était consacré aux chambres des étudiants.
À la Révolution, le collège se trouva abandonné à la suite de la suppression de ces institutions. La Ville de Toulouse l'achète en 1836 pour le destiner à des fonctions diverses, telles que celles d'écuries et de caserne. En 1852-1853, lors du réaménagement de la place Saint-Sernin, seul l'édifice qui abrite le musée, pourtant alors très dégradé, échappe aux démolitions grâce à l'intervention d'Alexandre Du Mège, Prosper Mérimée et Eugène Viollet-le-Duc. Entre 1868 et 1871, il est restauré par Eugène Viollet-le-Duc qui supprime les traces de la chapelle démolie et construit une quatrième tourelle d'angle, ajoute deux murs de refend à l'intérieur et de nombreuses cheminées crénelées qui accentuent l'aspect médiéval de l'ensemble. Il construit également une maison néogothique dans l'ancienne cour du collège, devenue jardin. Le bâtiment sert alors de presbytère à la basilique Saint-Sernin jusqu'au 20 août 1890, date à laquelle la ville souhaite récupérer le monument pour y installer la Bourse du travail ou les Académies et Sociétés savantes et finit par opter pour l'installation d'un musée.
Avec le collège de Foix et le collège de Périgord, il est l'un des rares témoignages toujours existants de l'architecture universitaire toulousaine de la fin du Moyen Âge.

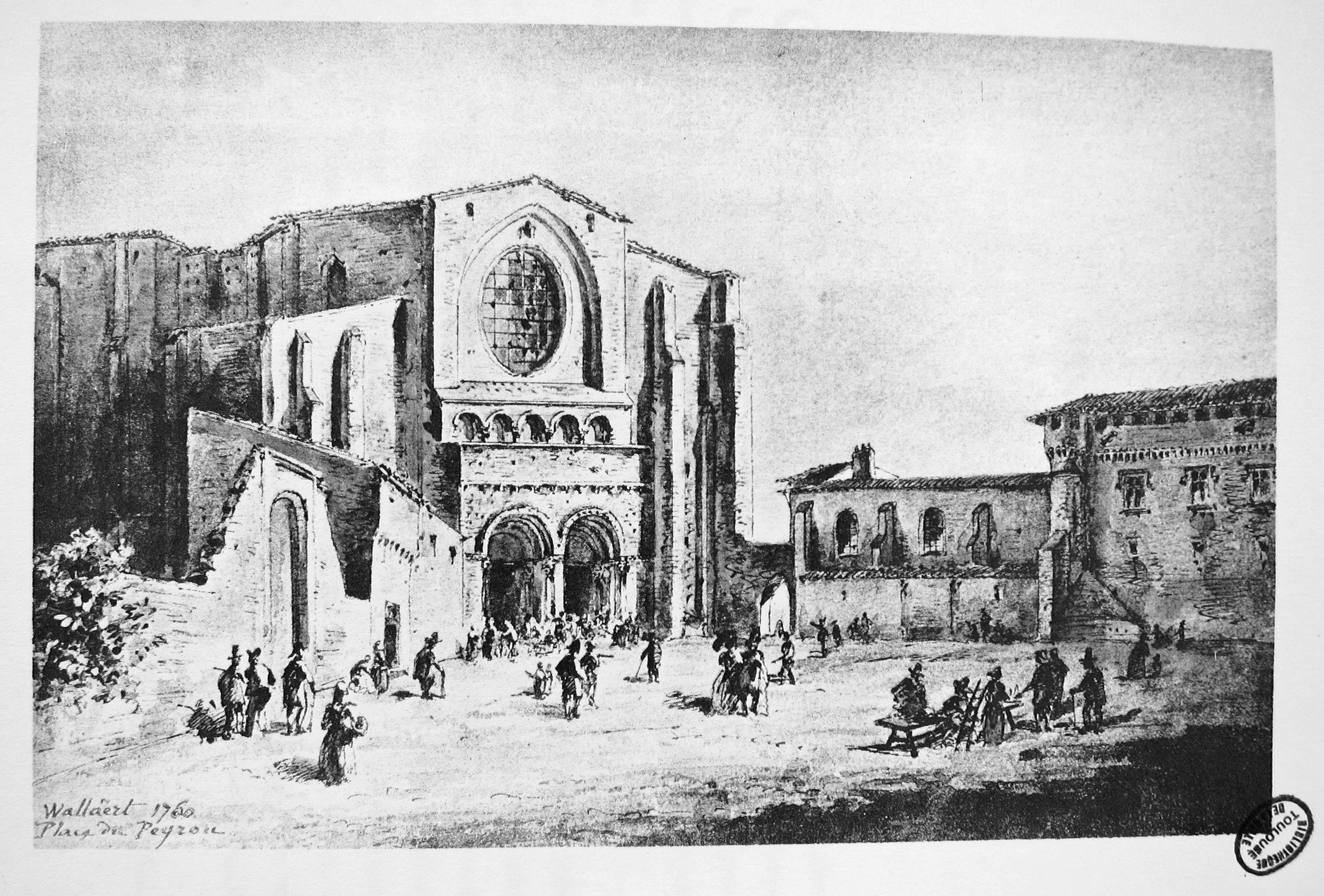
Basilique Saint-Sernin et collège Saint-Raymond reliés par l'arc du Peyrou en 1760. Dessin de Pierre Joseph Wallaert.
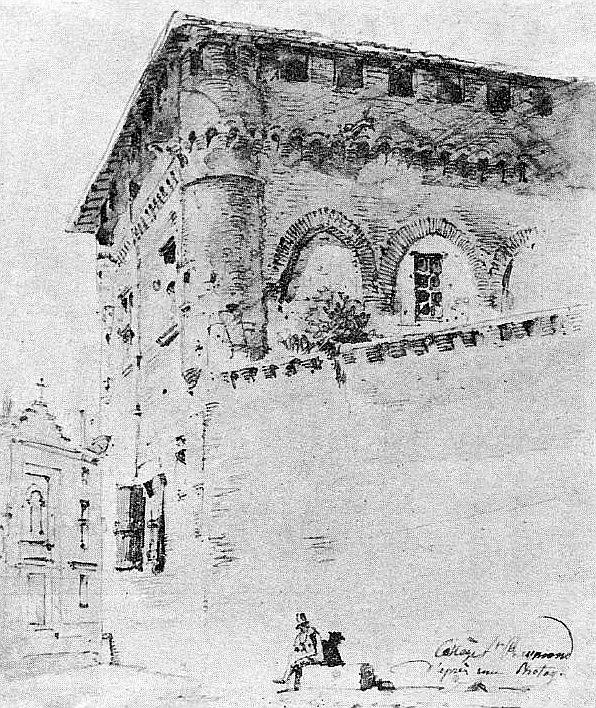
Le collège Saint-Raymond, vu par Mazzoli (1865).
Vue stéréoscopique par Eugène Trutat du collège vers 1860, avant sa restauration par Viollet-le-Duc avec les traces de l'ancienne chapelle.
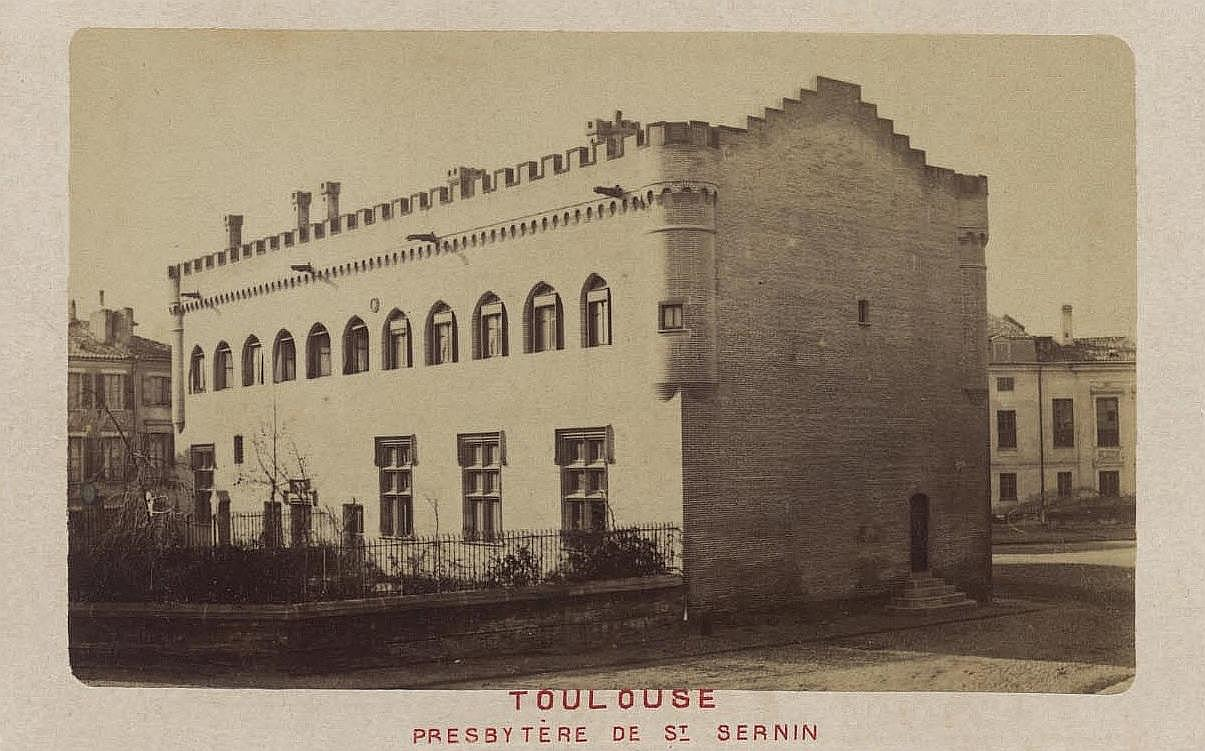
Années 1880 : le presbytère de la basilique Saint-Sernin, devenu musée Saint-Raymond en 1892.
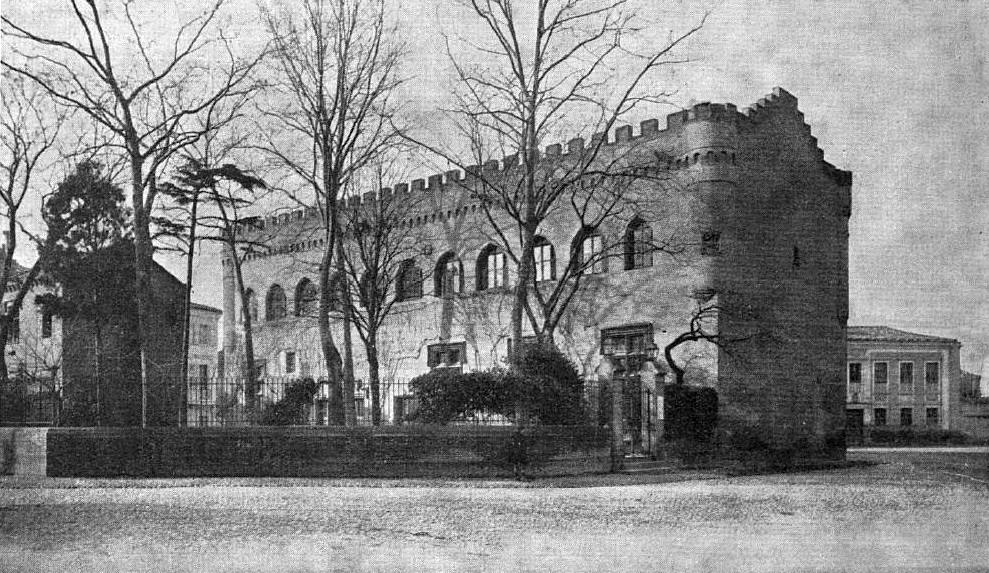
Le musée Saint-Raymond de Toulouse, en 1934.

## Histoire du musée
Le lieu devient « musée d'art décoratif ancien et exotique » par arrêté municipal daté du 14 avril 1891 et il est inauguré le 24 avril 1892 par le maire Camille Ournac en présence de Jean Jaurès, conseiller municipal. Il est alors réservé aux « petites Antiquités », c'est-à-dire aux œuvres de petites dimensions (objets ethnographiques, objets d'art, mobilier, monnaies et médailles et objets archéologiques), toutes périodes confondues. Il sert ainsi à décharger le musée des Augustins alors en travaux et dans l'impossibilité de les exposer.
Le bâtiment est adapté à ses nouvelles fonctions par l'architecte Arthur Romestin, et des escaliers, cloisons et placards sont abattus afin de créer des espaces d'exposition plus vastes. De nombreuses fenêtres sont percées afin de mieux éclairer les salles.
Extraits des discours d'inauguration le 24 avril 1892 :

« La création de ce musée est une œuvre essentiellement démocratique dans le sens le plus élevé du mot  ; et c'est utilement, à mon avis, travailler pour le peuple, que de lui enseigner l'histoire par les yeux ; c'est former son goût, que de lui inculquer l'amour du beau sous toutes ses formes, toutes choses qui rendent l'homme meilleur. »

— Camille Ournac, maire de Toulouse.

« Sans doute, les résultats sont encore très au-dessous de ce que nous aurions voulu. Du moins, avons-nous apporté à la tâche commune beaucoup de dévouement et de passion. Et maintenant, c'est à vous messieurs, de la compléter ; c'est au public, juge suprême et sans appel, à décider de l'avenir et à grandir l'œuvre en la faisant sienne et en y prenant autant de plaisir que nous avons eu à la préparer. »

— Ernest Roschach, conservateur du musée.
Le musée est profondément réorganisé par Émile Cartailhac qui en prend la direction en 1912. Dans les années 1920, on fait percer par l'architecte Arthur Romestin trois grandes fenêtres afin d'éclairer davantage la salle d'exposition. Cette modification vaut au musée un déclassement par la commission des Monuments historiques en 1925 ; il faudra attendre cinquante ans pour qu'il retrouve son statut. Henri Ramet le nomme en 1935 le « musée de Cluny de Toulouse ». En 1939 est créée la Société des Amis du Musée Saint-Raymond et de l'art ancien. Le musée est réaménagé en 1946-1950 par Robert Mesuret et devient, en 1949 sous sa direction, le musée archéologique de Toulouse. Il reçoit ainsi les collections de l'Antiquité et du haut Moyen Âge de la ville. Il retrouve son classement de monument historique par arrêté du 11 août 1975.
Dans les années 1978-1982, en raison de la vétusté des lieux, un nouveau projet de réhabilitation de l'ensemble est lancé sous la direction d'Yves Boiret, architecte en chef des monuments historiques. Les travaux débutent en 1981-1982 par la réfection du toit, victime d'infiltrations d'eau, qui retrouve son aspect d'avant la restauration de Viollet-le-Duc. Elle permet l'aménagement d'un deuxième niveau sous comble. En 1980, afin de libérer l'ensemble des espaces du bâtiment, soit 2 500 m2, et de les ouvrir au public, la ville de Toulouse fait l'acquisition de l'immeuble voisin situé au 11 rue des Trois-Renards pour y transférer les bureaux et services techniques et y créer des salles de réunion, de documentation et la bibliothèque de la conservation. Un autre bâtiment est construit entre 1992 et 1994 dans le quartier de Bourrassol pour y accueillir les réserves.
Une nouvelle étude de réaménagement est menée sous la direction de l'architecte en chef des monuments historiques, Bernard Voinchet, en 1992 et un réaménagement complet est décidé par Dominique Baudis, maire de Toulouse, en 1994. Entre 1994 et 1996, des fouilles archéologiques sont entreprises pour mettre au jour la nécropole de Saint-Sernin, située à proximité du tombeau du martyr saint Saturnin, et ses sépultures remontant au IVe siècle. C'est à cette occasion qu'est découvert le four à chaux datant du Ve ou VIe siècle et aujourd'hui visible in situ. Le musée rouvre ses portes au public le samedi 8 mai 1999, après plus de quatre années de rénovation au cours desquelles le bâtiment a retrouvé son aspect originel de 1523 et une partie de l'ancienne nécropole paléochrétienne datant du IVe et Ve siècles a été mise au jour.

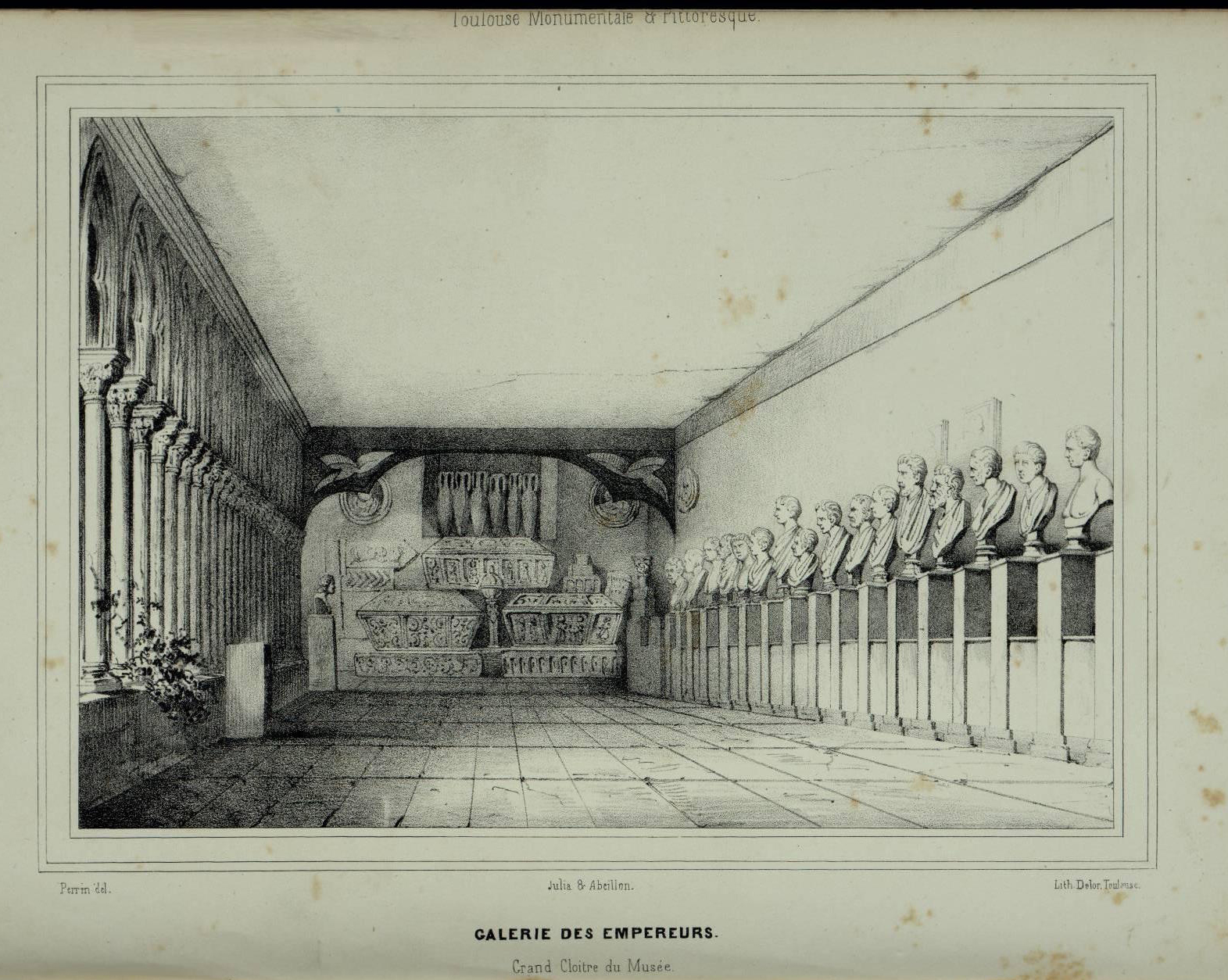
La galerie des Empereurs dans le cloître du musée des Augustins vers 1842.
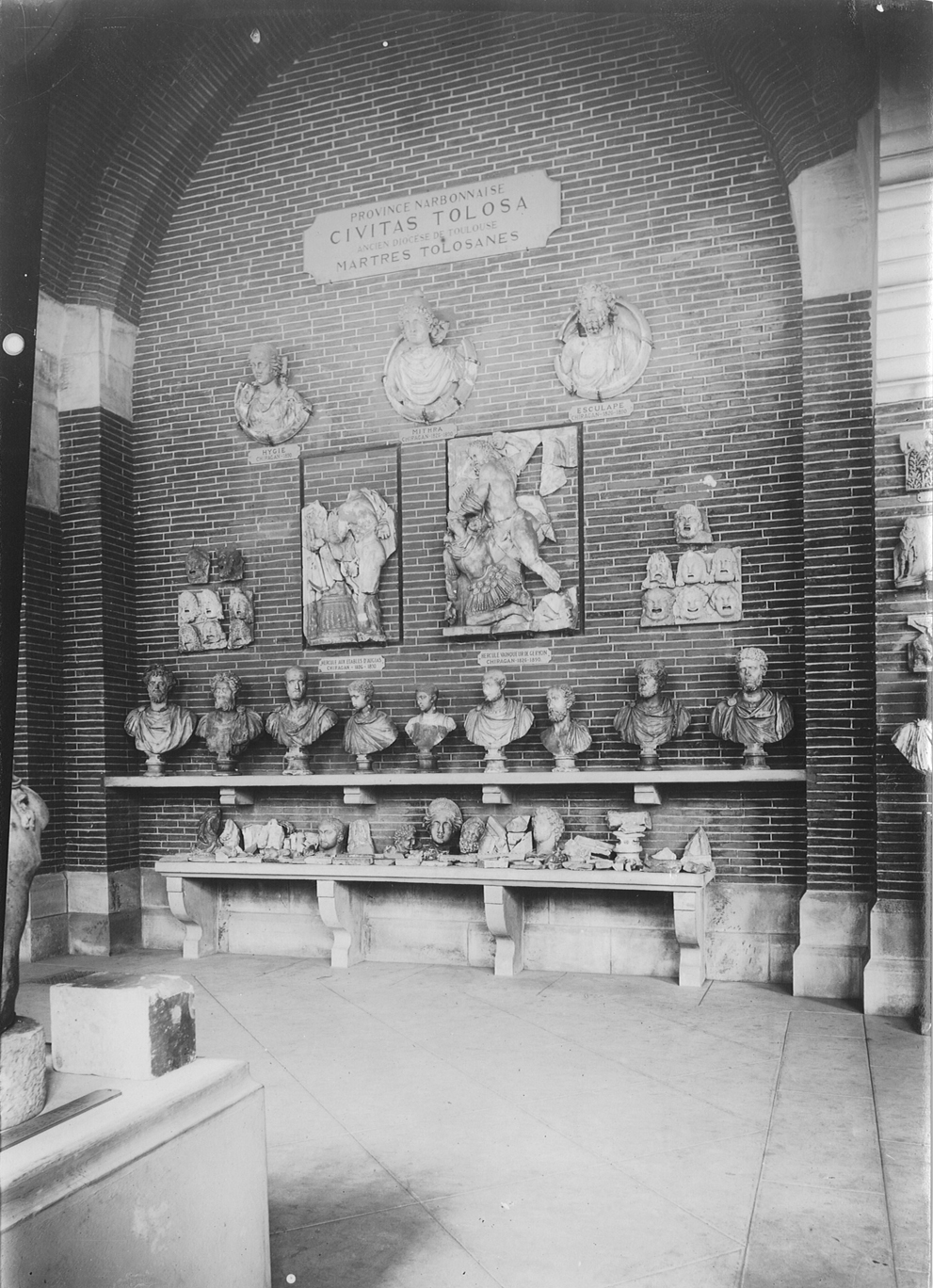
Exposition des antiquités de Martres-Tolosane au musée des Augustins de Toulouse, 1890.
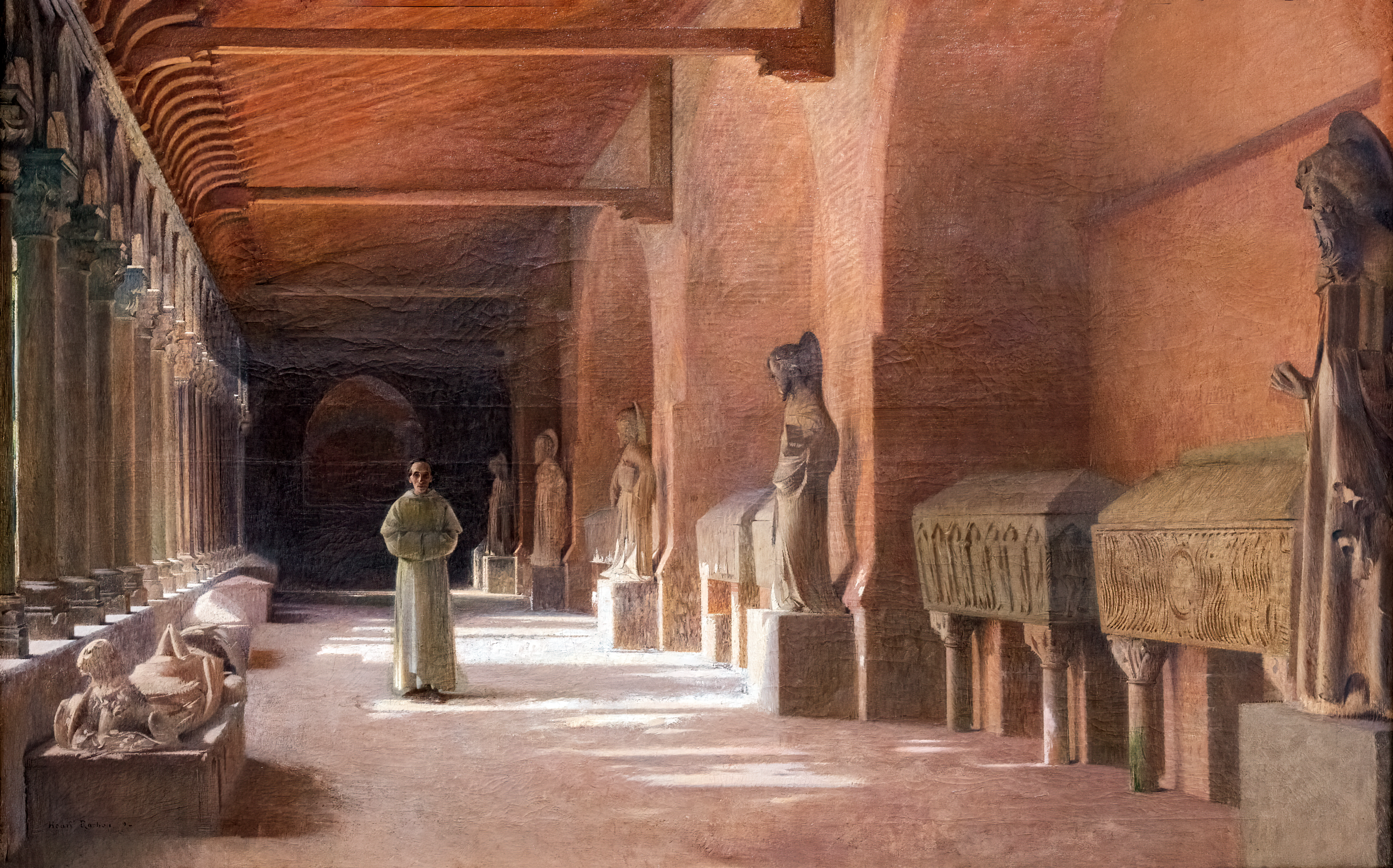
Méditation par Henri Rachou (musée des Augustins) représentant le cloître du musée des Augustins où étaient exposés les sarcophages paléochrétiens avant leur transfert au musée Saint-Raymond.

## Conservateurs
- Ernest Roschach (1892-1898) ;
- Casimir Destrem (1898-1905) ;
- Henri Rachou (1905-1912) ;
- Émile Cartailhac (1912-1921) ;
- Jules Fourcade (1922-1934) ;
- Eugène-Humbert Guitard (1935-1948) ;
- Robert Mesuret (1949-1972) ;
- Jacqueline Labrousse (1972-1985) ;
- Daniel Cazes (1985-2009) ;
- Évelyne Ugaglia (2010-2018) ;
- Laure Barthet (2018- ).

## Transferts et répartition des collections toulousaines
- 1892 : séparation des œuvres monumentales conservées au musée des Augustins et des petits objets conservés au musée Saint-Raymond.
- 1931 : la collection ethnographique est transférée au Muséum de Toulouse.
- 1950 : les collections lapidaires antiques sont transférées du musée des Augustins au musée Saint-Raymond.
- 1961 : transfert au musée Paul-Dupuy des collections postérieures à la période mérovingienne.
- 2023 : la momie In Imen et la collection égyptienne, clou du musée Labit (fermé pour cause de travaux), retournent au musée Saint-Raymond[11].

## Collections

### Constitution des collections
Le fonds d'origine est issu des collections constituées par l'Académie royale des sciences, inscriptions et belles-lettres et par l'Académie royale de peinture, sculpture et architecture, saisies à la Révolution pour donner naissance au Museum provisoire de la République en 1793 installé dans le couvent des Augustins. Les sculptures, découvertes dans l'ancienne villa romaine de Chiragan au cours des fouilles dirigées entre 1826 et 1830 par Alexandre Du Mège, intègrent le musée des Antiques aménagé dans les galeries du cloître du musée. Alexandre Du Mège en devient le conservateur à partir de 1832. Le public peut alors découvrir le long de la galerie des Empereurs et de la galerie de La Vénus un ensemble remarquable et unique auquel seul celui du Louvre pouvait alors être comparé.

« En parcourant cet établissement, une jeunesse vive et ardente sentira peut-être le besoin d'une instruction solide et le désir de n'être point étrangère à la connaissance des diverses civilisations qui tour à tour ont régné dans l'ancien monde. »

— Alexandre Du Mège
Fondée en 1831, la Société archéologique du Midi de la France a considérablement participé à l'enrichissement des collections permettant l'acquisition de pièces majeures (torques de Fenouillet, portraits de Béziers…) et offrant ou déposant des dons qu'elle a reçus. En 1893, elle cède contre une rente une collection importante à la ville.

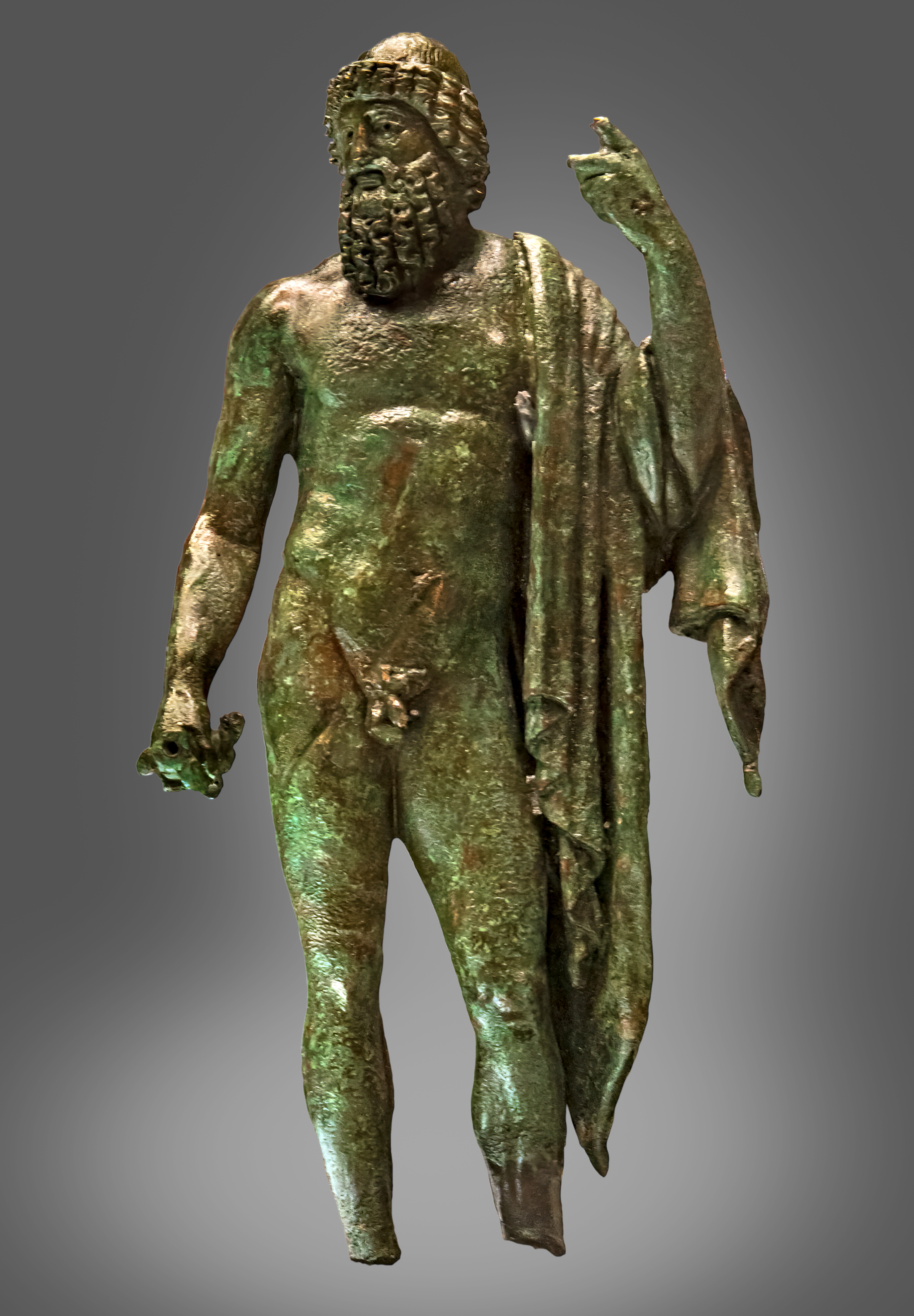
Jupiter au foudre, acquisition de 2014.

Des collectionneurs ont également permis l'enrichissement du musée avec les dons d'Antoine Bibent (objets de Pompéi) en 1831, du comte de Clarac (vases grecs et étrusques) en 1843, d'Edward Barry (petits bronzes) et le dépôt, en 1862, d'une partie de la collection Campana par l'État. De nombreuses acquisitions ont été réalisées à la fin du XIXe siècle et au début du XXe siècle. Le conservateur, Jules Fourcade, fait l'acquisition de nombreuses pièces de ferronnerie toulousaine.
À partir de 1961, sous la direction de Robert Mesuret, après plusieurs mouvements des collections, le musée se spécialise véritablement dans l'archéologie et devient le musée des Antiques de Toulouse. Les fouilles réalisées par le service régional de l'archéologie contribuent fortement à l'accroissement des collections à partir des années 1980-1990.

### Des collections de la protohistoire à l'an mille

#### La collection protohistorique
Pour la protohistoire, le musée possède des bracelets, fibules et haches de l'âge du bronze et des torques en or de Fenouillet et de Lasgraïsses pour l'âge du fer et plus précisément de l'époque des Volques Tectosages. Le reste des collections de l'âge du fer provient des sites du Cluzel, d'Estarac et de Vieille-Toulouse.

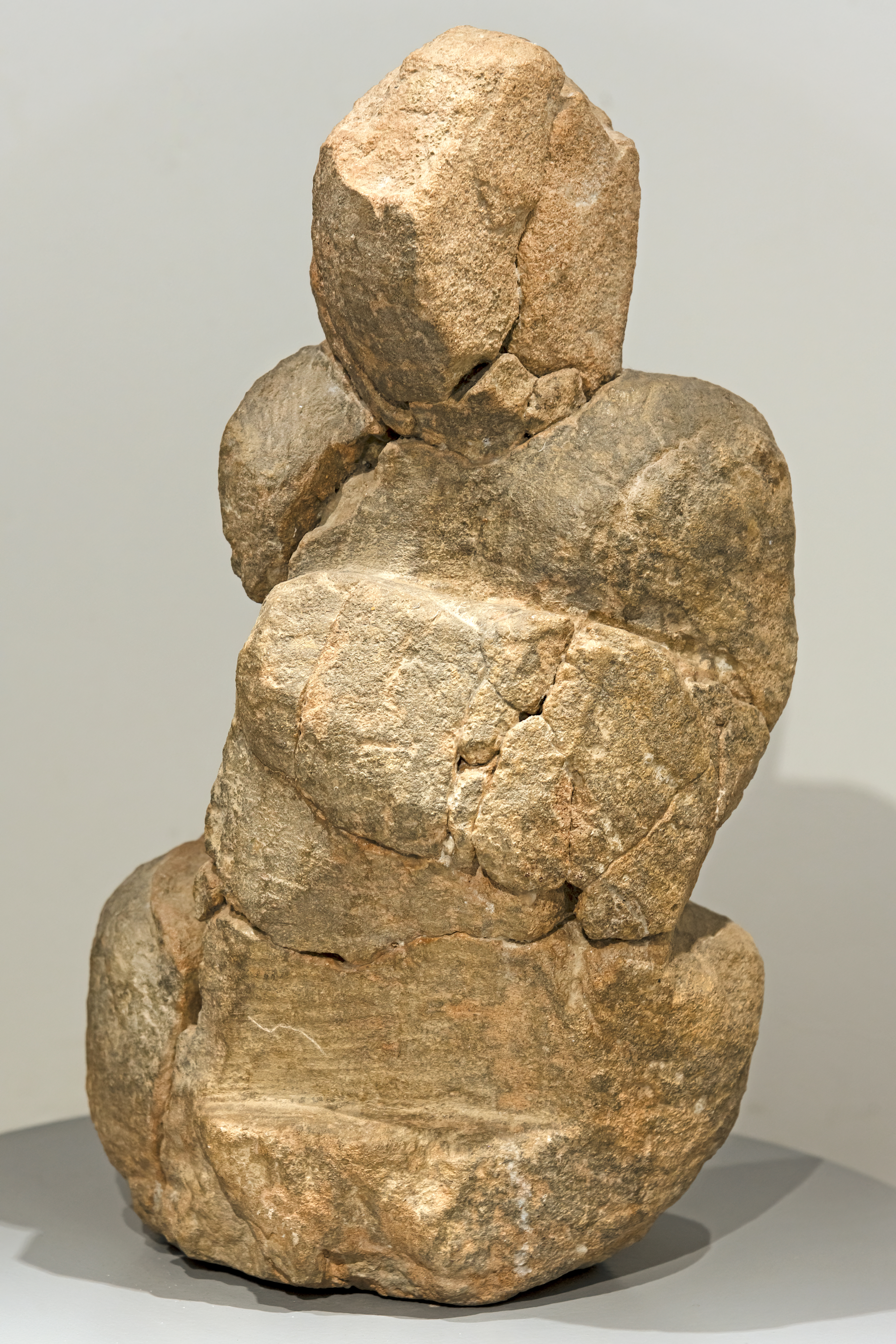
Statue anthropomorphe, 44 - 25 av. J.-C., site de Vieille-Toulouse.
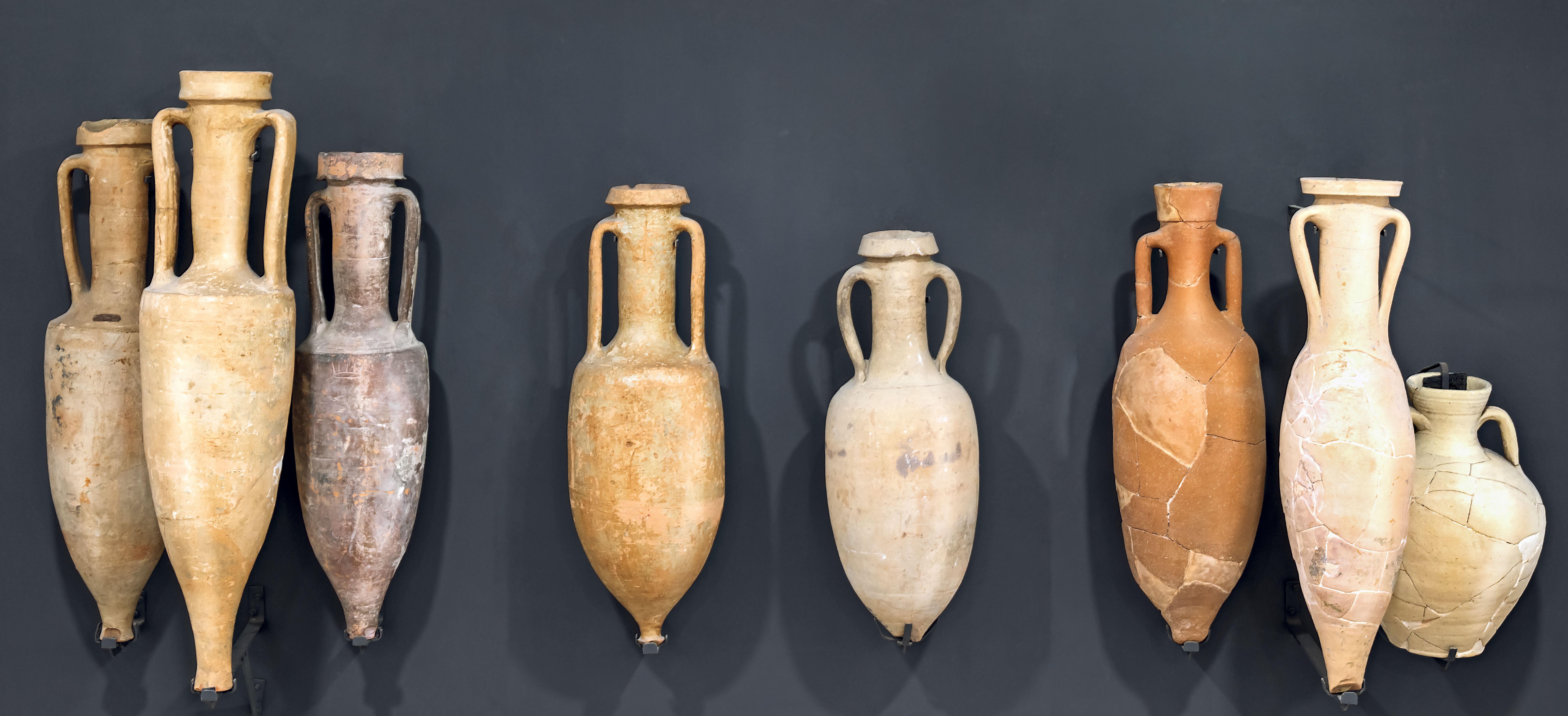
Amphores de type Dressel 1B et Dressel 1A trouvées dans un puits funéraire à Vieille-Toulouse datant de la fin du IIe siècle av. J.-C.

De nombreuses civilisations de la Méditerranée sont représentées : pièces chypriotes et étrusques, vases grecs et italiotes du VIIIe au Ier siècle et figurines de terre cuite hellénistiques non visibles dans les salles d'exposition permanente par manque de place.

#### La collection grecque et étrusque

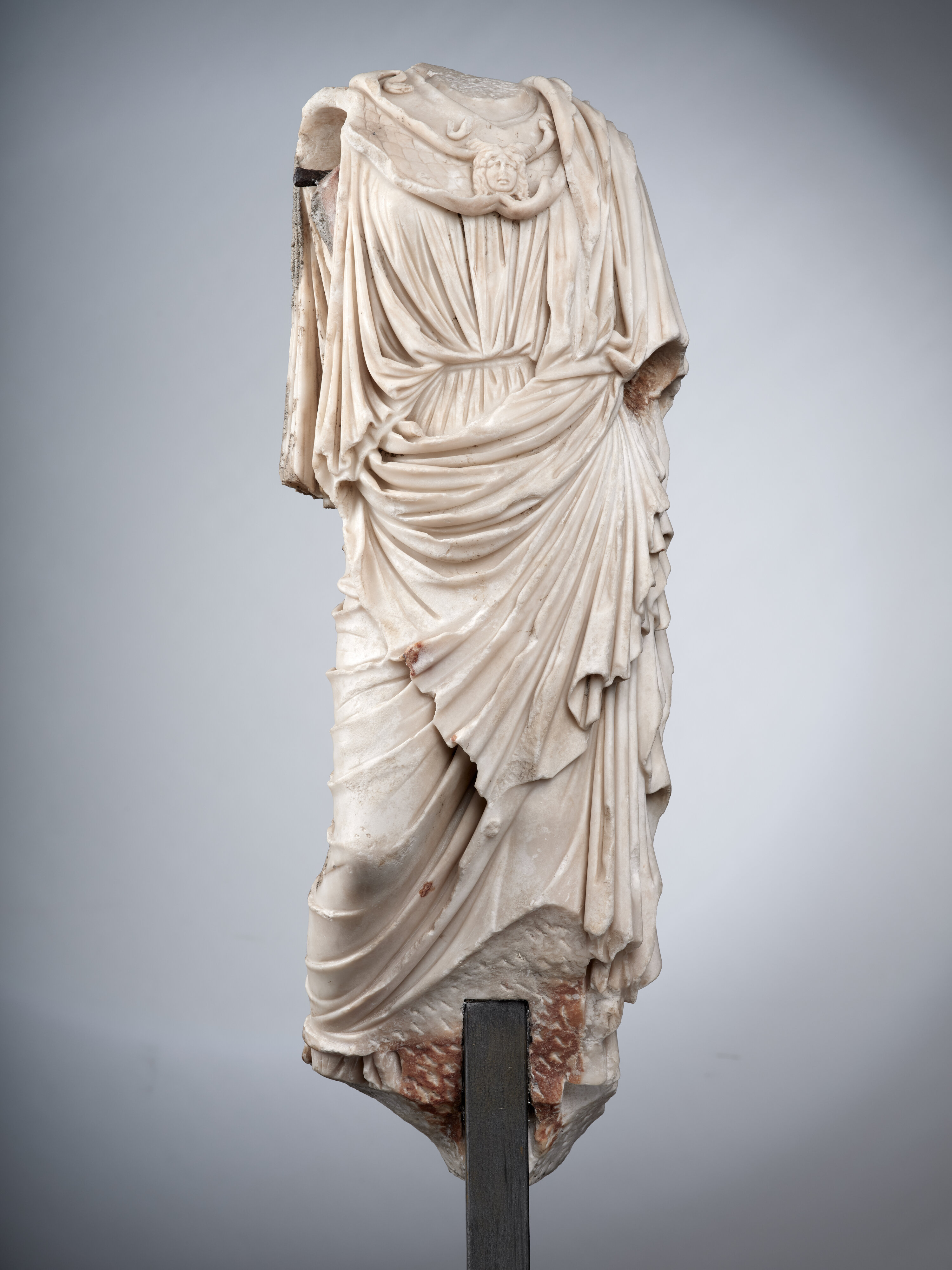
Statuette d'Athéna du type Velletri.

Elle est essentiellement composée de céramiques, sculptures en terre cuite et monnaies produites entre le VIe siècle av. J.-C. et le IIe siècle. Elles sont issues de fouilles menées en Étrurie et en Italie du Sud aux XVIIIe et XIXe siècles dont le contexte archéologique de la découverte reste souvent inconnu.
En 1831 la ville achète la collection d'antiquités réunie à Naples et à Pompéi par l'architecte toulousain Antoine Bibent. En 1843, elle acquiert, via Alexandre Du Mège, le cabinet d'antiquités du comte de Clarac, conservateur des antiquités du musée du Louvre (plus d'un millier de sculptures, petits bronzes, vases étrusques et grecs) qui représentent environ 30 % des collections grecques du musée. Cet ensemble comprend une partie de la collection du chevalier Edme-Antoine Durand acquise par le comte de Clarac. En 1848 Edward Barry, professeur d'histoire à la Faculté des Lettres de Toulouse et collectionneur, acquiert pour le compte du Musée de Toulouse onze vases étrusques provenant de la collection d'antiquités de Lucien Bonaparte, Prince de Canino. Entre 1874 et 1877, la ville achète plusieurs lots de la collection d'Edward Barry dont un ensemble de figurines en bronze acquises auprès de collectionneurs, ou bien lors de découvertes archéologiques ou encore à l'occasion de voyages. En 1862, l’État envoie en dépôt une partie de la collection de Giovani Pietro Campana, achetée en 1861 sur ordre de Napoléon III, parmi laquelle 47 vases dont la coupe attribuée à Macron. Quatre vases grecs de la collection de Théodore de Sevin sont achetés en 1989 en vente publique. Il en résulte un ensemble représentatif de l'évolution de la céramique grecque à partir de vases aux formes et aux usages variés provenant de centres de production de la région de Corinthe, d'Attique ou de Grande-Grèce.
Les sculptures proviennent principalement des dépôts du musée du Louvre en 1895 et en 1969.
Les collections de numismatique grecque sont issues du dépôt en 1847 par l'Académie des sciences, inscriptions et belles-lettres de Toulouse du médaillier de Charles Clément Martin de Saint-Amand.
Une série de poids antiques de la collection d'Edward Barry a été acquise par la ville en 1890, après son décès.

#### La collection romaine
Le musée possède une très importante collection romaine, avec des lampes à huile ornées, des céramiques sigillées de Montans et La Graufesenque, des clefs et figurines en bronze, des mosaïques de la fin de l'Empire romain en provenance de Sigognac, Granéjouls, Saint-Rustice et Saint-Pierre-des-Cuisines, de nombreuses inscriptions lapidaires et un ensemble d'autels votifs.
La très riche collection de bustes romains, découverts pour partie dans les ruines de la villa de Chiragan à Martres-Tolosane et pour partie à Béziers en 1844, place le musée en seconde position après le musée du Louvre. Elle comporte à la fois de très nombreux portraits d'empereurs et de leur famille, mais aussi de magistrats, militaires, hommes, femmes et enfants non identifiés. Les découvertes de la villa de Chiragan comprennent aussi des reliefs des travaux d'Hercule, des statues et bustes des divinités gréco-romaines.

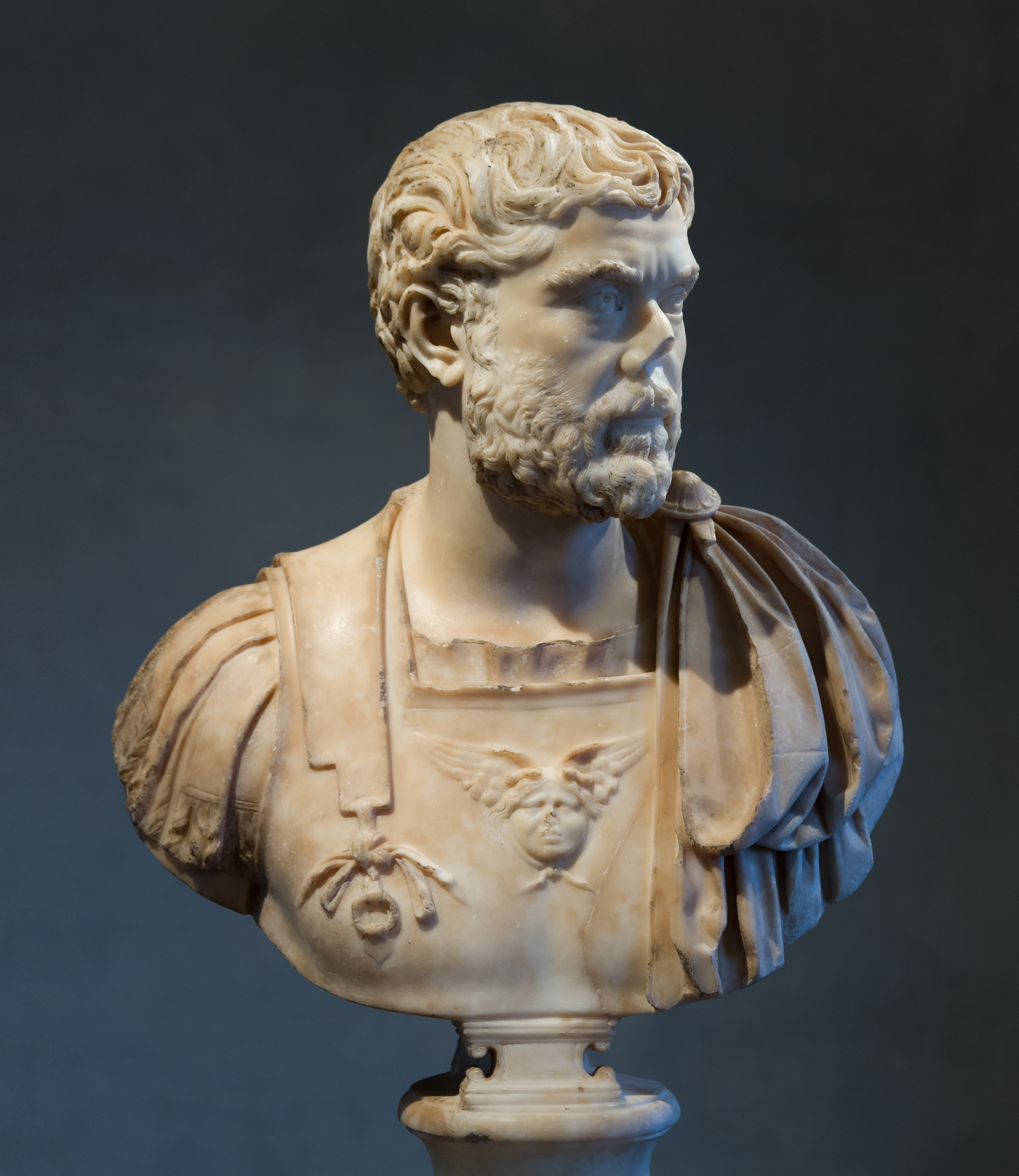
Buste d'un homme cuirassé vers 130 apr. J.-C.
Tête d'Auguste, type « Prima porta ».
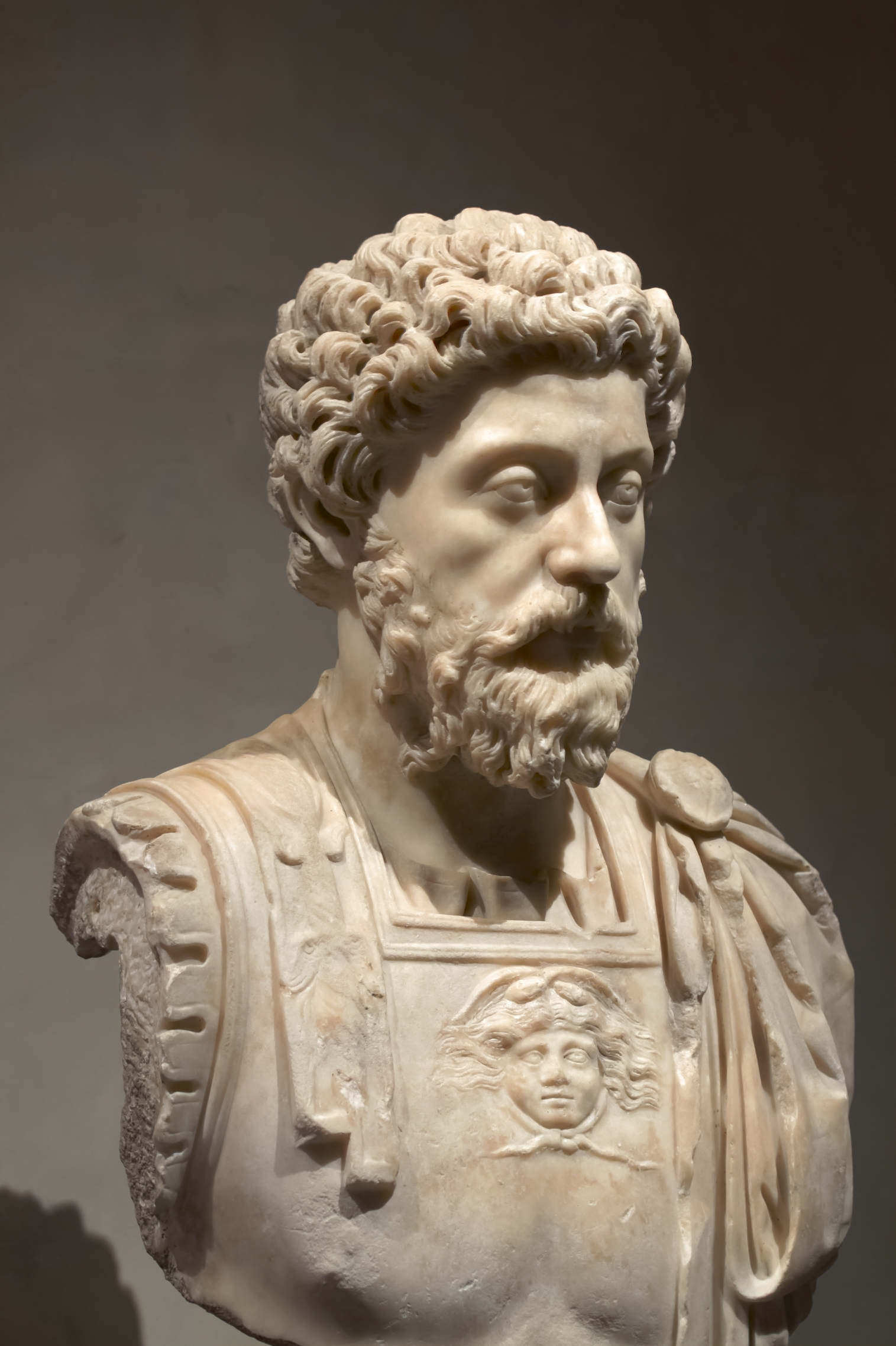
Buste cuirassé de Marc Aurèle.
Inconnue d'époque théodosienne (375-425 apr. J.-C.), dite parfois Placidia.
Portrait d'Octave-Auguste, vers 36-35 av. J.-C..

#### La numismatique
Le médaillier compte un peu plus de 11 000 monnaies gauloises, grecques, romaines, byzantines et du haut Moyen Age. Confiée par l'Académie des sciences, inscriptions et belles-lettres de Toulouse au musée de la ville en 1847, la collection unique de Charles-Clément Martin de Saint-Amand constitue la genèse du fonds, avec en particulier des exemplaires du trésor monétaire de Sainte-Suzanne, en Ariège, découvert en 1752. Sous la direction d'Ernest Roschach entre 1892 et 1898, la collection s'étoffe considérablement avec l'acquisition de monnaies, dont la plupart ont été trouvées localement : trésors de Goutrens (Aveyron), du Causé (Tarn-et-Garonne), de Cuzance (Lot) ou de Tayac (Gironde) pour la période gauloise et de Tournefeuille et de Cazères (Haute-Garonne) pour la période romaine. Plusieurs achats de monnaies grecques en particulier sont effectués à la même période auprès de la maison de vente parisienne Rollin et Feuardent. La période grecque est complétée en 1907 grâce au legs d'une partie de la collection de Gustave de Clausade. Les dons réalisés par Emmanuel Delorme, Émile Cartailhac ou Ernest Roschach participent à l'enrichissement du médaillier.
En 1950, lors de la réorganisation des collections des musées de la ville, la collection numismatique est divisée en deux et seules les monnaies antiques sont conservées au musée Saint-Raymond. Le classement du médaillier est entrepris par Michel Labrousse sous la direction de Robert Mesuret. En 1976 deux ensembles exceptionnels issus de trésors monétaires locaux viennent considérablement enrichir le fonds : 17 tiers de sous mérovingiens de la villa de Séviac (Gers) et 490 monnaies gauloises à la croix découvertes à Dunes (Tarn-et-Garonne).

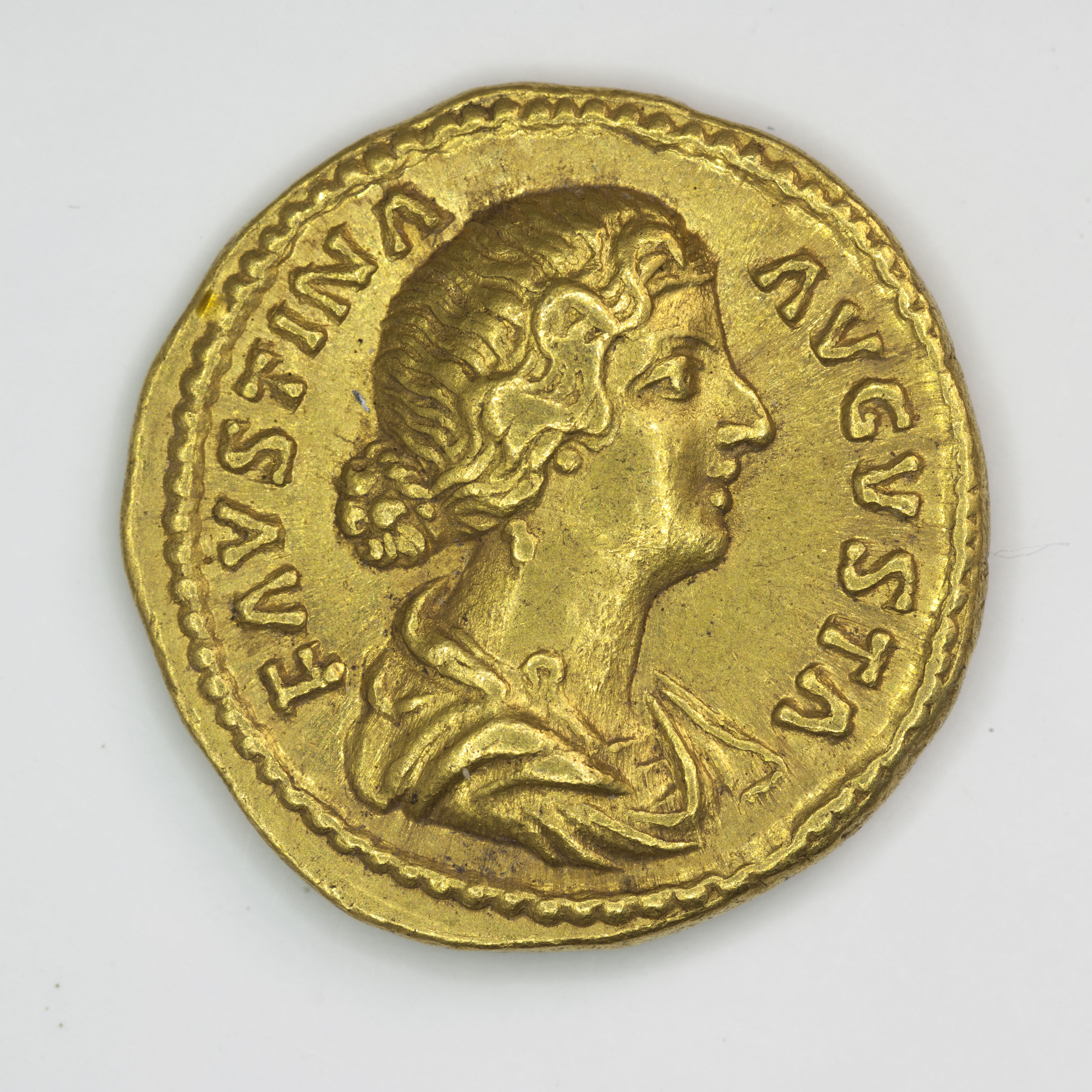
Faustine la Jeune.
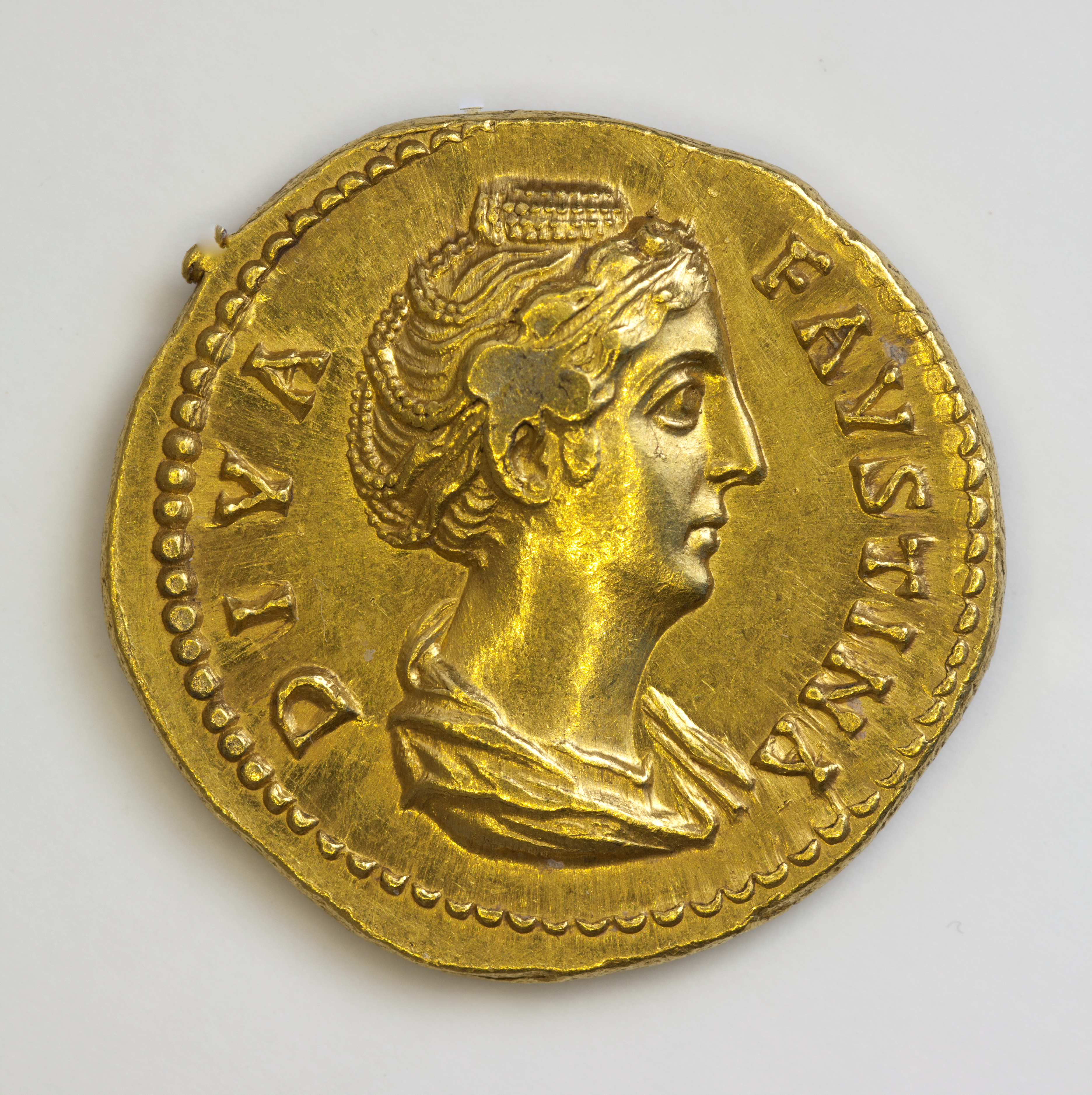
Faustine l'Ancienne.
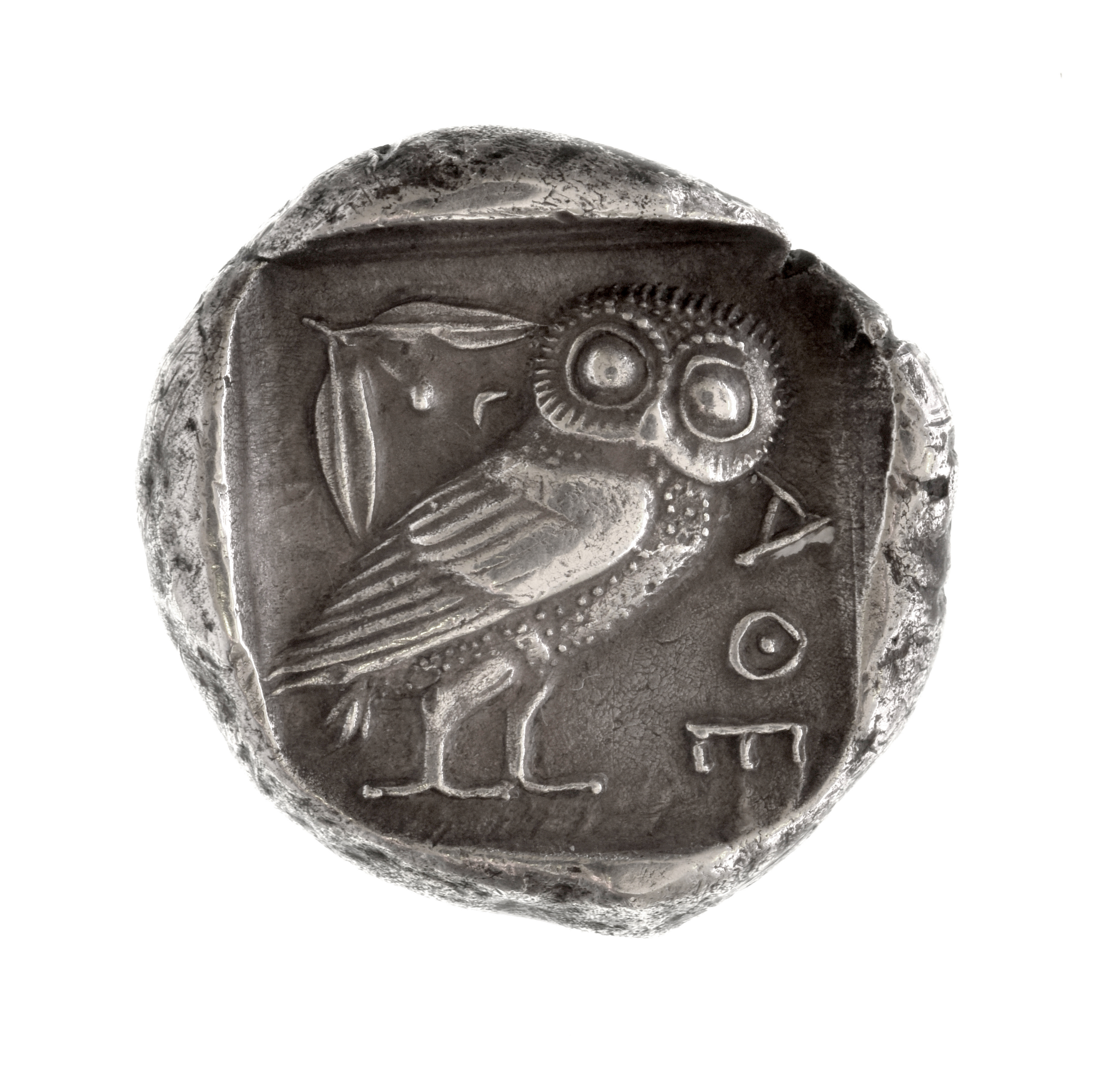
Monnaie athénienne.
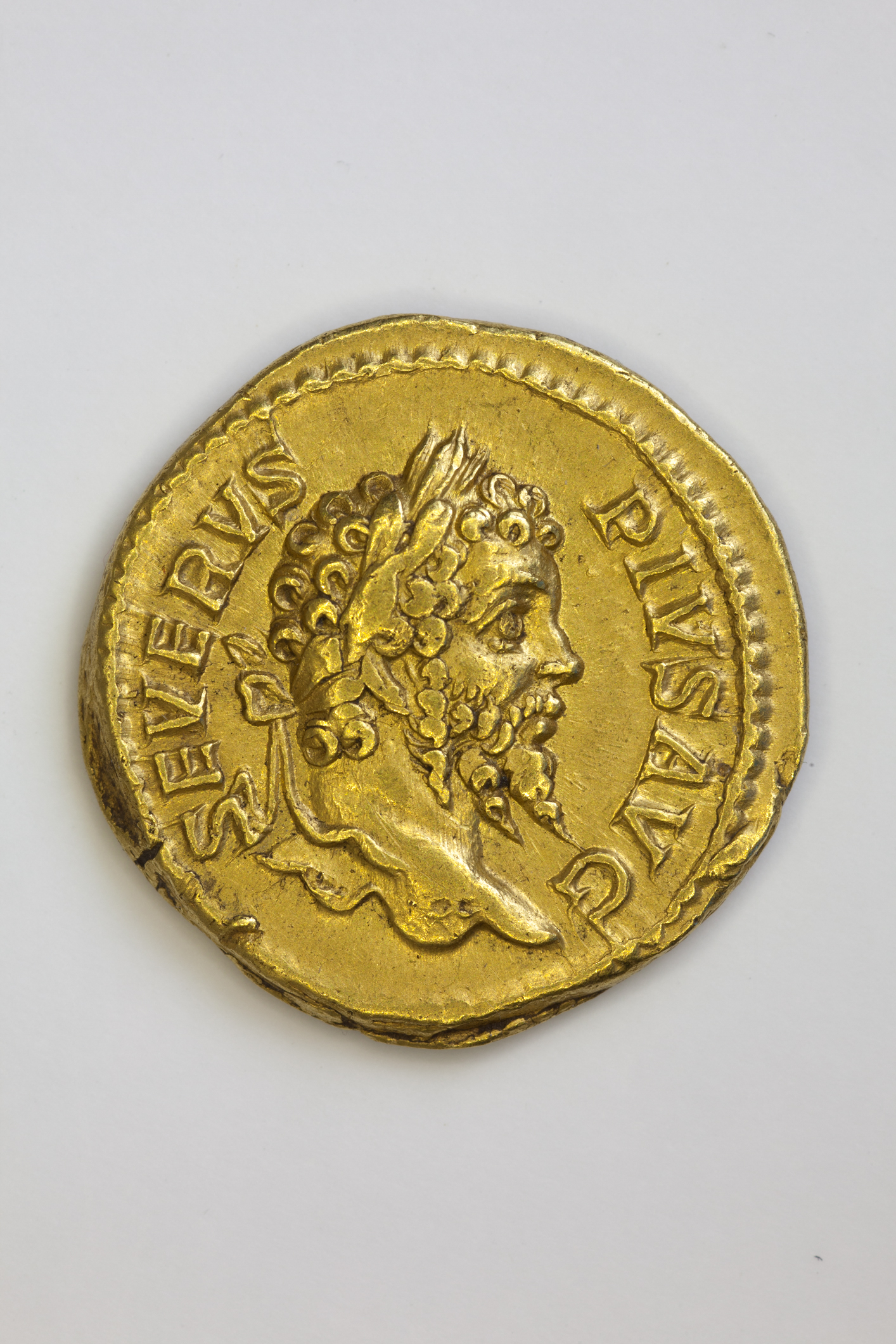
Monnaie de Septime Sévère.

#### La collection paléochrétienne
Les collections paléochrétiennes et du haut Moyen Âge se composent de sculptures, inscriptions, lampes, vases liturgiques, céramique, bijoux, fibules et plaques-boucles wisigothiques, du Lauragais et de l'Ariège. Le musée conserve également de nombreux sarcophages paléochrétiens dont le Tombeau de Saint-Clair destiné à un enfant.

## Muséographie

### La muséographie d'origine en 1892
Les collections sont réparties dans six salles réparties sur deux étages.
Rez-de-chaussée
- Salle toulousaine (objets et documents sur l'histoire de Toulouse et ses monuments, ferronnerie, enluminures (portraits des capitouls).
- Salle exotique (collections de Roquemaurel).

Escalier
- Portraits gravés des Languedociens et Gascons célèbres.

Premier étage
- Salle de l'est (antiquités égyptiennes dont une momie, grecques et étrusques (collection de Clarac, dépôt Campana, collection Dugua)).
- Salle gauloise et romaine, dite Georges-Pierfitte (collection Barry, médaillier de l'Académie des Sciences, torques en or gaulois).
- Salle du Moyen Âge et de la Renaissance (objets d'art, cor de Roland).

Le 30 décembre 1923 est inaugurée une nouvelle salle au rez-de-chaussée destinée à la présentation d'expositions temporaires.

### La muséographie de 1950
À l'arrivée de Robert Mesuret à la direction du musée, la muséographie est modernisée et allégée, les éclairages sont minutieusement étudiés et les réserves sont accessibles aux chercheurs.
Rez-de-chaussée
- Salle des collections lapidaires antiques (Chiragan) et galerie d'épigraphie.
- Salle de céramique grecque.

Premier étage
- Salles Moyen Âge et Renaissance.

À partir de 1961 les salles du premier étage sont vidées des collections du Moyen Âge et de la Renaissance et accueillent des expositions temporaires.

### La muséographie depuis 1999
À la suite des travaux de rénovation des années 1990, le musée est quasi exclusivement consacré à Toulouse romaine et paléochrétienne, et ses espaces d'exposition se répartissent désormais sur quatre étages avec l'ouverture au public du sous-sol et du second étage qui s'ajoutent aux deux niveaux existants.
Le second et dernier étage est consacré à la Tolosa dans la province de Narbonnaise pré-romaine et romaine. Le premier étage présente la collection de sculptures romaines trouvées dans la villa de Chiragan. Le rez-de-chaussée accueille les expositions temporaires dans l'ancien tinel, salle d'honneur où se réunissait la communauté des étudiants. Enfin, au sous-sol se trouvent, dans la nécropole paléochrétienne développée à la fin de l'Antiquité autour de la première basilique abritant le corps de saint Saturnin, les sarcophages et les inscriptions funéraires ainsi qu'un four à chaux.

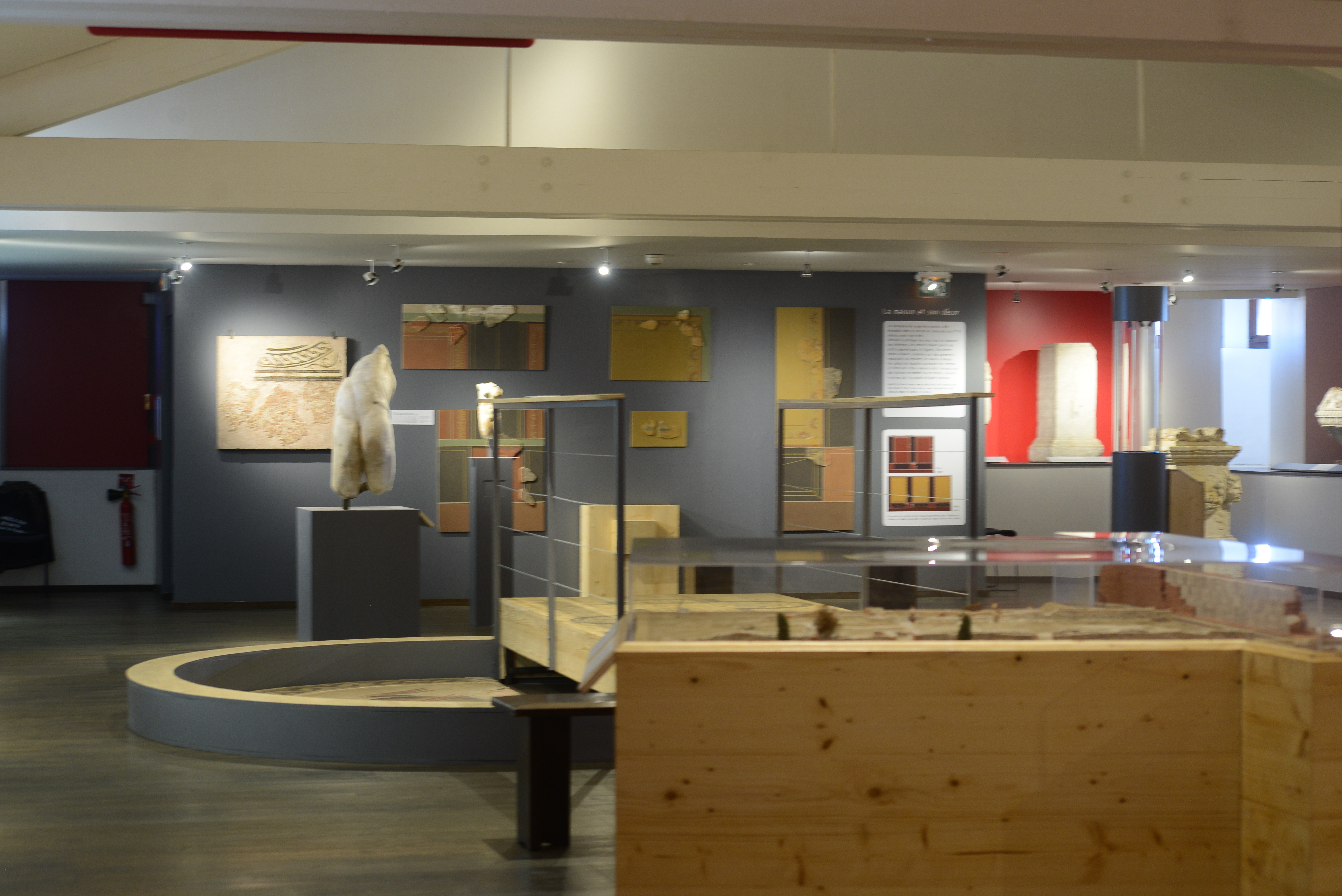
Tolosa et sa région durant l'Antiquité au second étage.
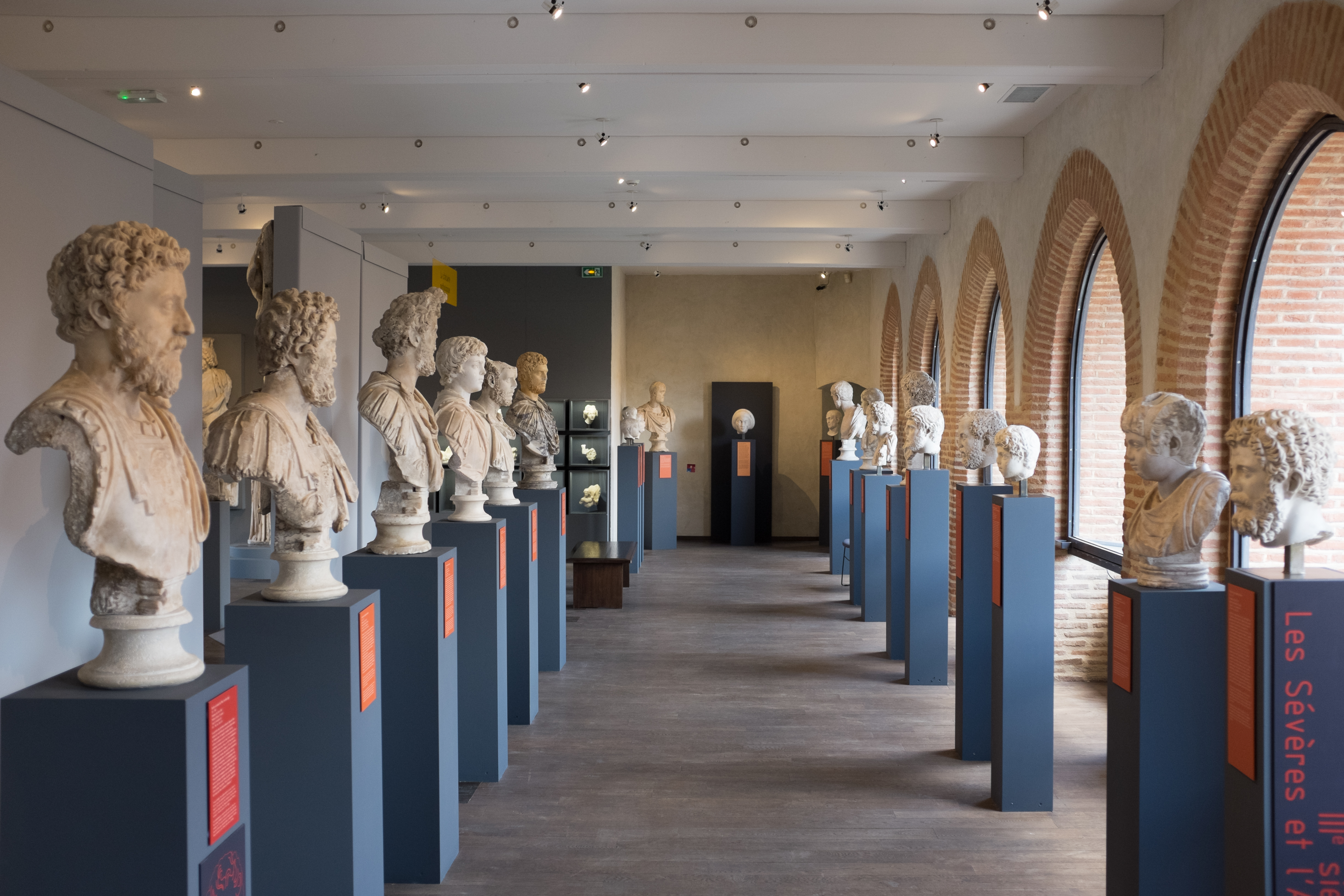
Bustes d'empereurs de la villa romaine de Chiragan au premier étage.
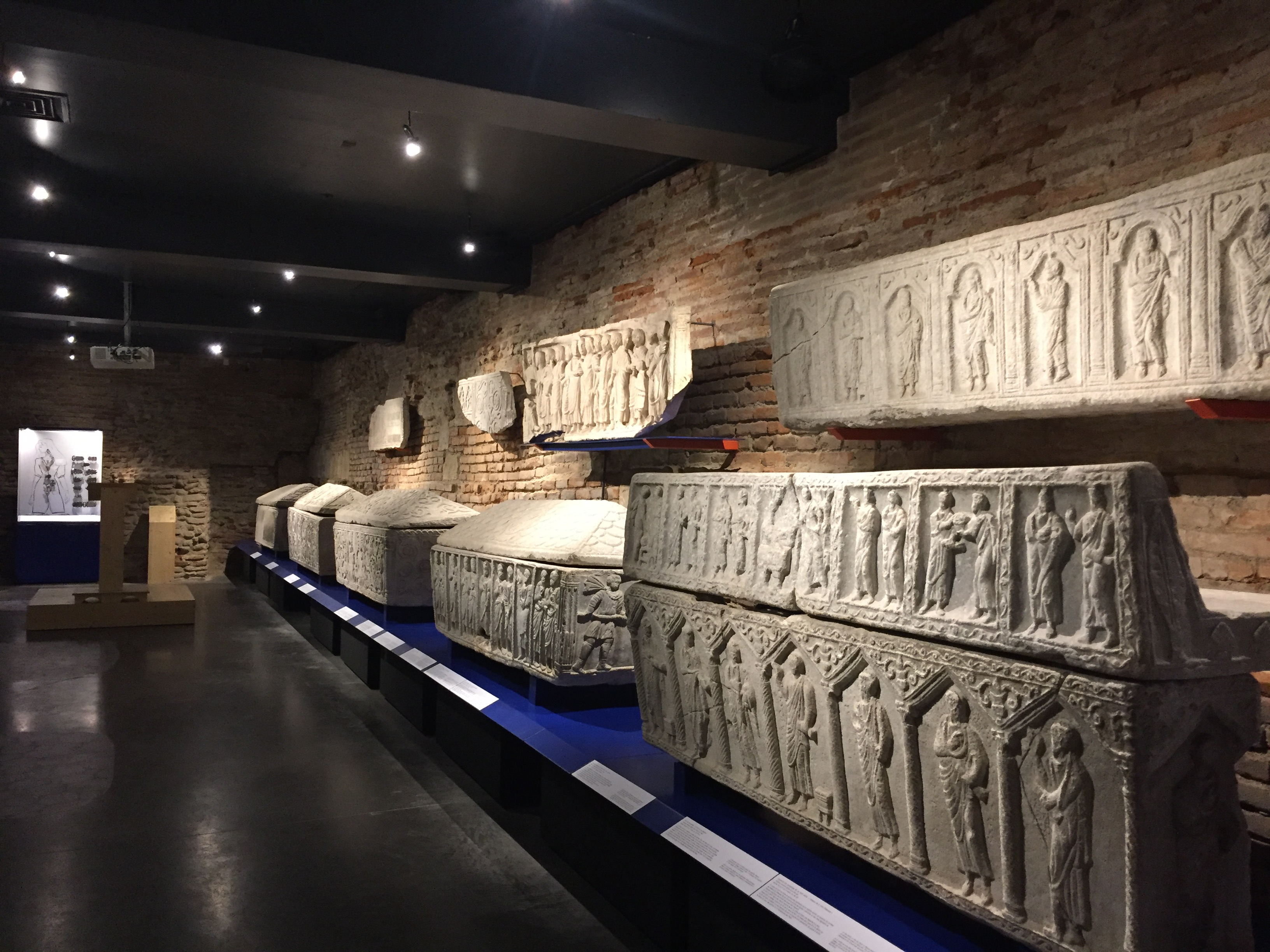
Sarcophages paléochrétiens au sous-sol.
Four à chaux.

## Expositions temporaires
Liste des expositions présentées au musée Saint-Raymond
| Rétrospective du sculpteur Labatut                                                                                            | 1939 |
| La nécropole protohistorique du Frau. Cazals (Tarn-et-Garonne)                                                                | 1976 |
| Toulouse antique. 10 ans de recherche officielles                                                                             | 1978 |
| La Graufesenque, atelier de céramiques gallo-romain                                                                           | 1979 |
| Les grandes étapes de la Préhistoire                                                                                          | 1980 |
| Chypre : les travaux et les jours                                                                                             | 1985 |
| Objets du haut Moyen Âge méridional - VIIe journées nationales d'archéologie mérovingienne                                    | 1985 |
| Archéologie et projet urbain                                                                                                  | 1986 |
| Ave Alix. Aspects de la civilisation romaine                                                                                  | 1986 |
| Le mégalithisme en Midi-Pyrénées                                                                                              | 1986 |
| Aspects de l'art des Étrusques                                                                                                | 1986 |
| Amphithéâtres romains. Les arènes de Toulouse-Purpan                                                                          | 1987 |
| Les gladiateurs | 1987 |
| Dix ans d’archéologie en Midi-Pyrénées. De l'âge du fer aux temps barbares                                                    | 1987 |
| Le trésor de Garonne. IIe siècle                                                                                              | 1988 |
| Palladia Tolosa | 1988 |
| Toulouse et l’Antiquité retrouvée au XVIIIe siècle                                                                            | 1989 |
| Saint-Sernin de Toulouse : trésors et métamorphoses deux siècles de restauration : 1802-1989                                  | 1989 |
| Art grec. De la terre à l'image                                                                                               | 1990 |
| Le cirque romain | 1990 |
| Le centenaire du Musée Saint-Raymond 1892 - 1992                                                                              | 1992 |
| Archéologie toulousaine. Antiquité et haut Moyen Âge découvertes récentes (1988-1995)                                         | 1995 |
| Le regard de Rome 1995 – 1996. Portraits romains des Musées de Mérida, Toulouse et Tarragona                                  | 1995 |
| Les arts du métal | 2000 |
| Riches comme Crésus Toulouse, I000 ans de monnaies                                                                            | 2000 |
| Marbres cachés, sculptures oubliées                                                                                           | 2001 |
| L'or de Tolosa | 2001 |
| Le temps des Gaulois en Provence                                                                                              | 2002 |
| Terre d’Italie. Collection italiote du Musée Calvet d’Avignon                                                                 | 2002 |
| Mémoire grecque | 2003 |
| Archéologie à Toulouse en 2002 – 2003. Dernières découvertes                                                                  | 2003 |
| Périple méditerranéen. Antiquités d’Afrique du nord et du Moyen-Orient au Musée Saint-Raymond, musée des Antiques de Toulouse | 2003 |
| Gaulois des pays de Garonne, IIe siècle et Ier siècle av. J.-C.                                                               | 2004 |
| Portraits du premier siècle de l'Empire romain                                                                                | 2005 |
| Tarraco, capitale de l'Hispania Citerior                                                                                      | 2006 |
| La fragilité dans le temps, le verre dans l'Antiquité                                                                         | 2006 |
| Roma Amor. Visions romaines                                                                                                   | 2007 |
| Métropolis. Transport souterrain et archéologie urbaine à Toulouse 1990 – 2007                                                | 2007 |
| 2000 ans de métamorphoses, Ovide, destinée d'une œuvre                                                                        | 2008 |
| Marbres, hommes et dieux. Vestiges antiques des Pyrénées centrales                                                            | 2008 |
| La voie de Rome. Entre Méditerranée et Atlantique                                                                             | 2009 |
| Héritage gaulois. Les bronzes guerriers de Tintignac-Naves (Corrèze)                                                          | 2009 |
| Dieux du ciel ! l'irruption de l'espace                                                                                       | 2010 |
| Ex-pots cassés. Histoires de restauration                                                                                     | 2010 |
| L'image et le pouvoir le siècle des Antonins                                                                                  | 2011 |
| Brut de fouilles ! Toulouse – Niel                                                                                            | 2012 |
| Annie Favier. La poétique des ruines                                                                                          | 2012 |
| Une odyssée musicale, exposition visuelle et sonore                                                                           | 2013 |
| Permis de construire. Des Romains chez les Gaulois                                                                            | 2013 |
| L'empire de la couleur. De Pompéi au sud des Gaules                                                                           | 2014 |
| Dans l’œil du viseur. La photo révèle l'archéo                                                                                | 2015 |
| Le bronze à l'honneur | 2015 |
| Archéo. Une expo à creuser !                                                                                                  | 2016 |
| Le vase qui parle | 2017 |
| Rituels grecs. Une expérience sensible                                                                                        | 2017 |
| Age of Classics ! L'Antiquité dans la culture pop                                                                             | 2019 |
| Wisigoths, Rois de Toulouse                                                                                                   | 2020 |
| Le mystère Mithra. Plongée au cœur d'un culte romain                                                                          | 2022 |
| Le Retour de la momie | 2023 |
| « Cathares ». Toulouse dans la croisade                                                                                       | 2024 |
| Sortie de boîte(s). Trésors des réserves                                                                                      | 2025 |

## Fréquentation
Le graphique ci-dessous montre l'évolution de la fréquentation du musée entre 2001 et 2020
Le graphique qui aurait dû être présenté ici ne peut pas être affiché car il utilise l'ancienne extension Graph, désactivée pour des questions de sécurité. Des indications pour créer un nouveau graphique avec la nouvelle extension Chart sont disponibles ici.

## Autres missions
En plus de la mise en valeur de ses collections, le musée Saint-Raymond gère des sites archéologiques et un monument historique :
- l'amphithéâtre romain de Purpan-Ancely et la piscine des thermes d'Ancely ;
- l'église Saint-Pierre-des-Cuisines ;
- la basilique Saint-Sernin.